# Atlanta (Misuri)
Atlanta es una ciudad ubicada en el condado de Macon en el estado estadounidense de Misuri. En el Censo de 2010 tenía una población de 385 habitantes y una densidad poblacional de 433,38 personas por km².

## Geografía
Atlanta se encuentra ubicada en las coordenadas 39°53′54″N 92°28′49″O / 39.89833, -92.48028. Según la Oficina del Censo de los Estados Unidos, Atlanta tiene una superficie total de 0.89 km², de la cual 0.89 km² corresponden a tierra firme y (0.29%) 0 km² es agua.

## Demografía
Según el censo de 2010, había 385 personas residiendo en Atlanta. La densidad de población era de 433,38 hab./km². De los 385 habitantes, Atlanta estaba compuesto por el 97.14% blancos, el 0.26% eran afroamericanos, el 0.52% eran amerindios, el 0% eran asiáticos, el 0% eran isleños del Pacífico, el 0% eran de otras razas y el 2.08% pertenecían a dos o más razas. Del total de la población el 0.26% eran hispanos o latinos de cualquier raza.